# Zwei Vagabunden im Prater
Zwei Vagabunden im Prater ist der erste Pat-und-Patachon-Film, der in einem deutschsprachigen Land gedreht wurde. Regie führte Hans Otto Löwenstein.

## Handlung
Wien, im Frühling. Helene Hammerstein, die Tochter eines angesehenen Bankdirektors, ist verliebt in den jungen, attraktiven Leutnant Fritz Leyden, und sie sorgt dafür, dass dieser zum alljährlichen Hausball eingeladen wird, den ihr Vater auf die Beine stellt. Leutnant Fritz hat sich auch in Helene verguckt. Da er aber eine ungebundene Frohnatur ist, lässt er auch bei anderen Damen nichts anbrennen. So flirtet er mit der Tänzerin Lolo, als er eines Abends mit einigen seiner Kumpels um die Häuser zieht und in einem nicht sonderlich angesehenen Etablissement landet. Der feucht-fröhliche Abend endet damit, dass Fritz plötzlich mit Lolo verlobt ist, wovon er am nächsten Tag, der mit einem mächtigen Kater beginnt, nichts weiß. In diesem Zustand absoluter Ahnungslosigkeit macht Fritz auch Helene einen Antrag. Als Vater Hammerstein von Fritzens vorabendlicher Lustwandelei mit Lolo erfährt, empfängt der Bankier den um die Hand seiner Tochter anhaltenden Leutnant äußerst kühl.
Zeitgleich findet eine Parallelhandlung statt. Die beiden dänischen Vagabunden Pat und Patachon sind während ihrer Walz in Wien angekommen, auf der Suche nach neuen Abenteuern. Sie landen im Wurstelprater, wo sie von einem Budenbesitzer als „lebende Zielscheiben“ eingestellt werden. Da ihnen der Job nicht gefällt, türmen die beiden und landen in ihrer Not in der Kaserne von Leutnant Fritz. Doch die zwei geraten vom Regen in die Traufe, denn nun werden sie von einem Offizier festgesetzt, der sie als angekündigte Reservisten sofort in Uniformen steckt. Die beiden ungewollten Kavalleristen werden durch den Kontakt zu Fritz, der sie freundlich behandelt, in dessen Liebeswirren hineingezogen und können als Postillons d‘Amour Gutes bewirken: Die in einer Champagnerlaune mit Fritz „verlobte“ Lolo wird rasch wieder entlobt und mit Pats Hilfe dem sie anschwärmenden Herrn Petzold zugeführt, während Fritz nunmehr frei für seine Helene ist.

## Produktionsnotizen
Innerhalb von sechs Wochen im Wiener Vergnügungspark Prater gedreht, erlebte Zwei Vagabunden im Prater am 14. September 1925 in Kopenhagen, der Heimat von Pat und Patachon, seine Uraufführung. In Wien lief der Film am 25. September 1925 an. Die Filmlänge betrug 2065 Meter, verteilt auf sechs Akte.
Die Filmbauten entwarf Franz Meschkan.
Zwei Vagabunden im Prater war die erste Filmproduktion der bis dahin ausschließlich auf den Filmverleih konzentrierten österreichischen Firma Hugo Engel.

## Kritiken
Die Stunde meinte: „Pat und Patachon haben das Lachkabinett ihrer lebenden Marionetten um zwei Spezies vergrößert.“
Der Filmbote wiederum schrieb: „… man kann wohl sagen, dass ‚Zwei Vagabunden im Prater‘ der beste aller bisher gesehenen Pat und Patachon-Schlager ist.“